# Pleubian
Pleubian település Franciaországban, Côtes-d’Armor megyében. Lakosainak száma 2334 fő (2022. január 1.). Pleubian Kerbors, Lanmodez és Pleumeur-Gautier községekkel határos.

## Népesség
A település népességének változása:
| Lakosok száma | 3533 | 3293 | 2963 | 2532 | 2447 | 2390 | 2322 | 2298 | 2283 | 2334 |
|               | 1968 | 1982 | 1990 | 2006 | 2013 | 2015 | 2017 | 2019 | 2020 | 2022 |